# Túi xách Birkin
Túi xách Birkin là một loại túi xách bằng da sản xuất bởi Hermès, được đặt tên theo nữ diễn viên và ca sĩ Jane Birkin. Túi xách là một biểu tượng của sự giàu có do giá cao và sử dụng bởi những người nổi tiếng. Một chiếc Hermès Birkin có giá 10.000 – 150.000 USD, tùy thuộc vào kích cỡ và chất liệu.
Năm 1981, Jean-Louis Dumas, CEO của Hermès ngồi cạnh cô người mẫu kiêm diễn viên Jane Birkin trên một chuyến bay từ Paris đi London. Trò chuyện với CEO của Hermès, Jane đã phàn nàn về chiếc túi xách của mình và bày tỏ ý muốn có một chiếc túi hoàn hảo để đi dạo cuối tuần. CEO của hãng Hermès lúc đó là ông Dumas đã cảm thấy rất hứng thú và đề nghị cô miêu tả đích xác về kích cỡ cũng như tính năng của chiếc túi mong muốn. Chỉ ít ngày sau, Jane nhận được một chiếc rất ưng ý, và kể từ đó, Hermès Birkin đã trở thành một biểu tượng đầy quyền lực trong làng thời trang thế giới.